# 荒川重世
荒川 重世（あらかわ しげよ）は、安土桃山時代から江戸時代前期にかけての武将・旗本。

## 生涯
家伝によれば、荒川氏は足利氏の支流である渋川氏の一族で、松平氏、次いで織田氏に仕えたという。重世の父の荒川重詮は佐久間信盛に属し、某年に御器所（現在の愛知県名古屋市昭和区）で戦死した。
重世の享年を55とするならば、永禄9年（1566年）生まれ。幼時より織田信雄に仕えたといい、尾張国井口郷に所領を有していた。その後、徳川家康に召し出され、天正19年（1591年）武蔵国都筑・橘樹郡に400石を与えられる。慶長4年（1599年）からは家康の子・秀忠に仕えて大番頭となり、所領も上総国武射郡・下総国印旛郡・同国香取郡内に200石を加増された。慶長14年（1609年）伏見城の城番となり、また武蔵国足立郡に250石を与えられ、知行は合わせて850石となる。慶長19年（1614年）大坂冬の陣の際には伏見守備を命じられ、また大和国の米蔵の検視などを行った。
元和6年（1620年）5月8日没。『寛政譜』本文では55歳没とするが、『寛政譜』編纂時の呈譜では60歳没という。

## 知行地
家康の関東入国に際し、荒川重世は武蔵国都筑郡小山村（現在の横浜市緑区小山町）と橘樹郡江ケ崎村（横浜市鶴見区江ケ崎町）を知行した。知行地支配の拠点は小山村に置かれたと伝えられる。小山にある保壽院は荒川家の菩提寺で、文禄年間に重世が母の追善のために創建したという。
小山周辺には荒川重世に仕えて三河から来住した家臣の子孫と伝える数家の家があり、2020年には荒川氏の屋敷跡に「小山村殿様荒川氏陣屋跡記念碑」を建立した。この碑は同年「緑区遺産」に登録された。
なお、江ケ崎の八幡神社には、天正19年（1591年）に荒川長兵衛が検地をおこない、社領を定めて社殿を修理したと伝わる。この荒川長兵衛は八条流の馬術の名手であったとされる。このほか八幡神社の社伝によれば、この神社は天文元年（1532年）に上杉謙信の家臣「荒川伊豆守景親」が主命によって創建し、長兵衛は荒川伊豆守の嫡子というが、この点の史実性は疑わしい。

## 備考
八条流馬術には荒川長兵衛（諱は重世）という名手がおり、屋代重俊に学んで流名を高めたという。